# Acheilognathus barbatus
Acheilognathus barbatus är en fiskart som beskrevs av Nichols 1926. Acheilognathus barbatus ingår i släktet Acheilognathus och familjen karpfiskar. Inga underarter finns listade i Catalogue of Life.